# フアマーク駅
フアマーク駅（フアマークえき、タイ語:สถานีหัวหมาก）は、バンコクの人口約12万人が暮らすスワンルワン区にあるタイ国有鉄道東本線、エアポート・レール・リンク、イースタン・バンコク・モノレールイエローラインの駅である。
3駅は近接しており、乗り換えが可能である。

## タイ国有鉄道東本線
国鉄フアマーク駅は、クルンテープ駅（バンコク駅）から15.18 km地点に位置しており、普通列車で約40分程度である。一等駅であり1日に28本（14往復）普通列車が発着する。
タイ国鉄東本線の当駅からチャチューンサオ駅までの区間は、1994年から2004年にかけて実施された改良工事で三線化され、レムチャバン港 - ラートクラバン内陸コンテナデポ駅（フアタケー駅分岐）間でのコンテナ貨物列車の頻繁運行等に対応するものとなっている。
当駅以西の区間については、1990年に開始されたホープウェル計画により、東本線当駅 - ヨムマラート（東本線・北本線の接続予定地点） - 北本線ランシット駅間の高架化が行われる予定であったが、進捗の大幅な遅延のため同計画の事業免許は1997年に取り消され、東本線の高架化は実現しなかった。
1990年代には、朝ラッシュ時に当駅 - クルンテープ駅間で多数の通勤列車が運行されていた。しかしながら、バンコク都心部の鉄道高架化がとん挫したことから、2000年代以降、都心部の踏切による道路渋滞緩和を図る目的で、当駅発着の通勤用区間列車はほとんどが廃止され、当駅を発着する旅客列車本数は大きく減少した。エアポート・レール・リンクの開業後は、同線の各駅停車の SA City Line が通勤輸送等の機能を担っている。

### 歴史
1908年1月24日に、タイ国鉄東本線第一期工事区間クルンテープ駅（バンコク） - チャチューンサオ間が完成しそれに伴い当駅も開業した。
- 1908年1月24日 【開業】クルンテープ駅 - チャチューンサオ駅 (60.99 km)

### 駅構造
島式ホーム2面3線をもつ地上駅であり、駅舎はホームに面している。

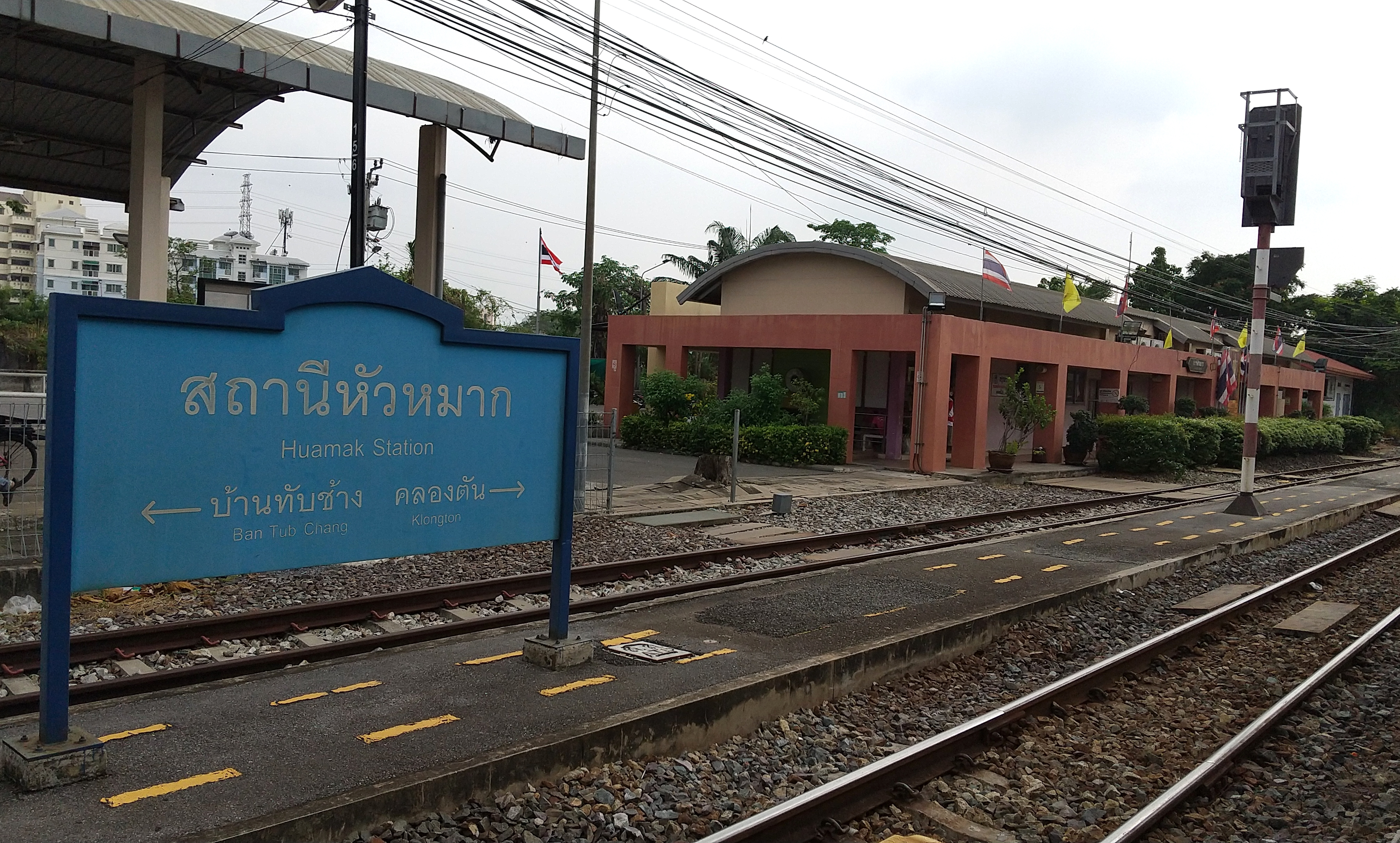
駅構内
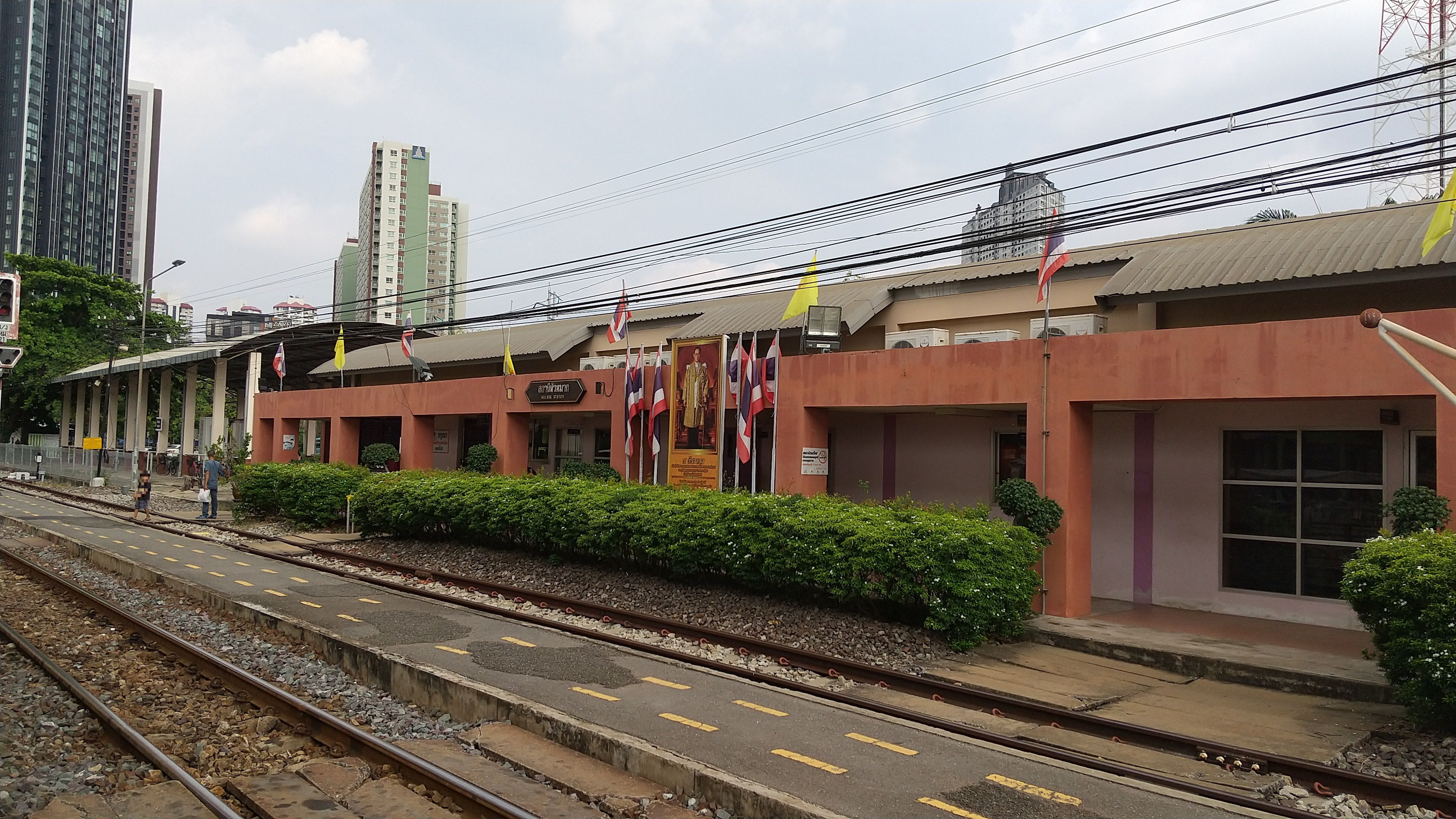
駅構内
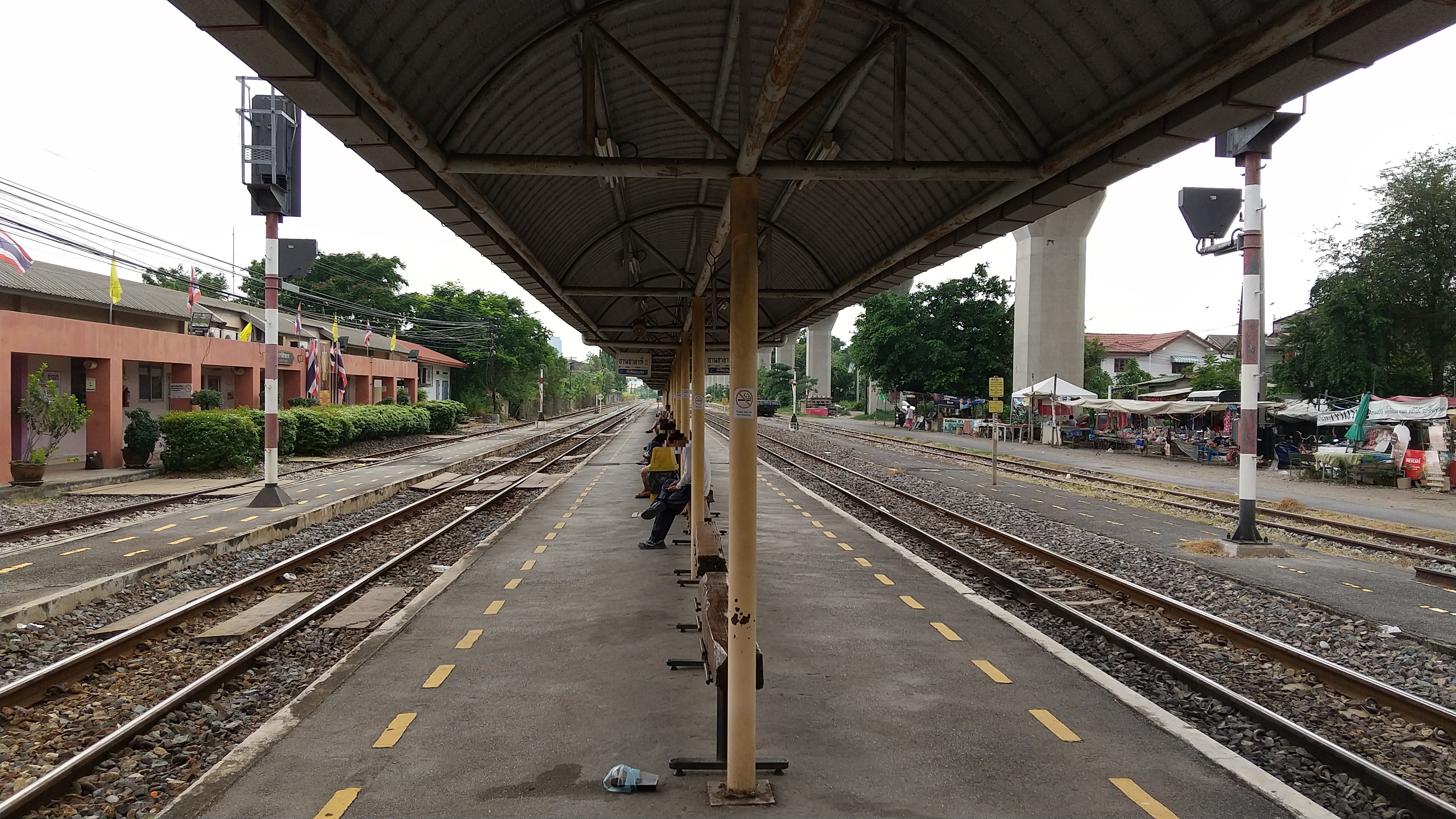
ホーム
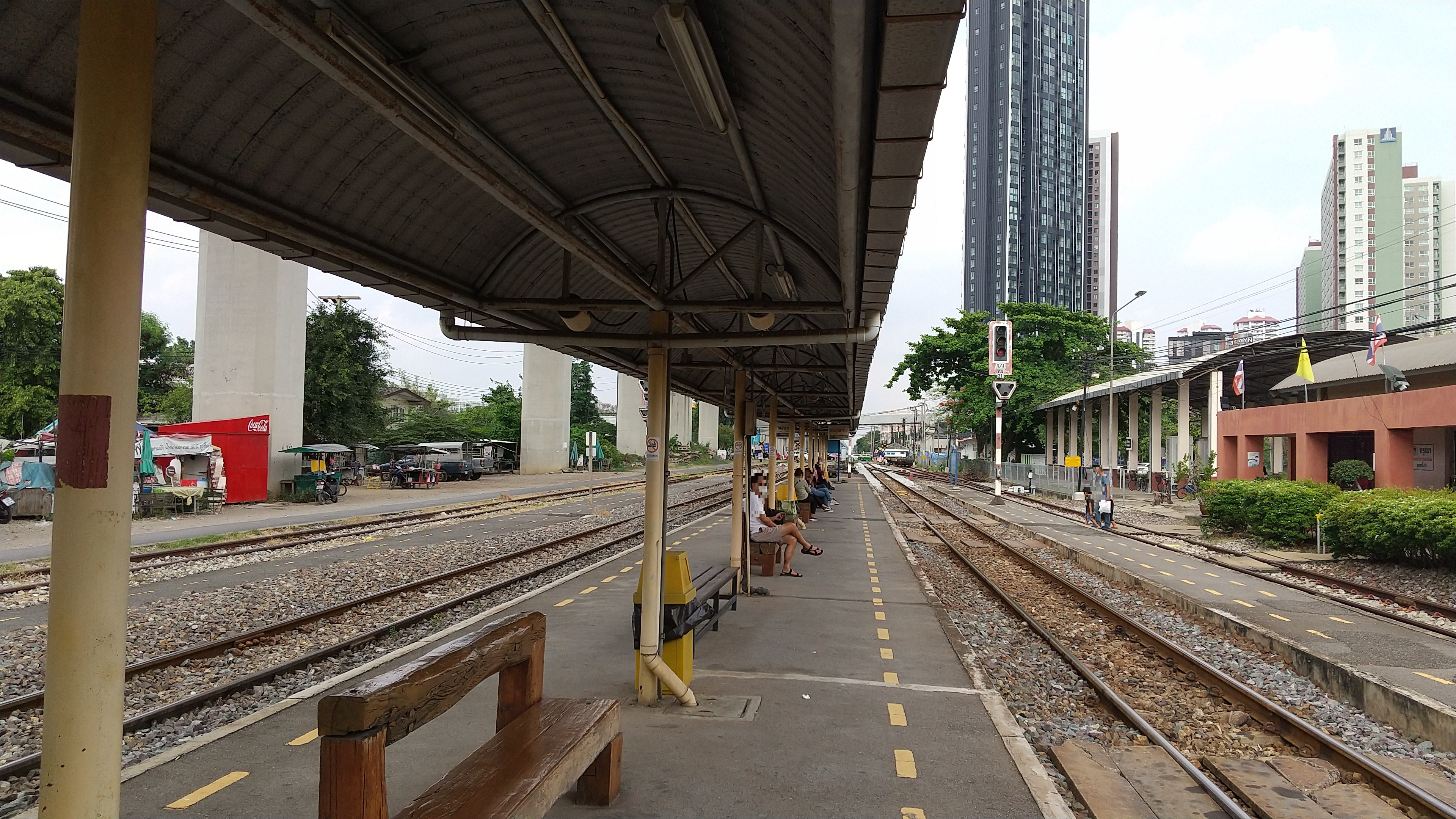
ホーム
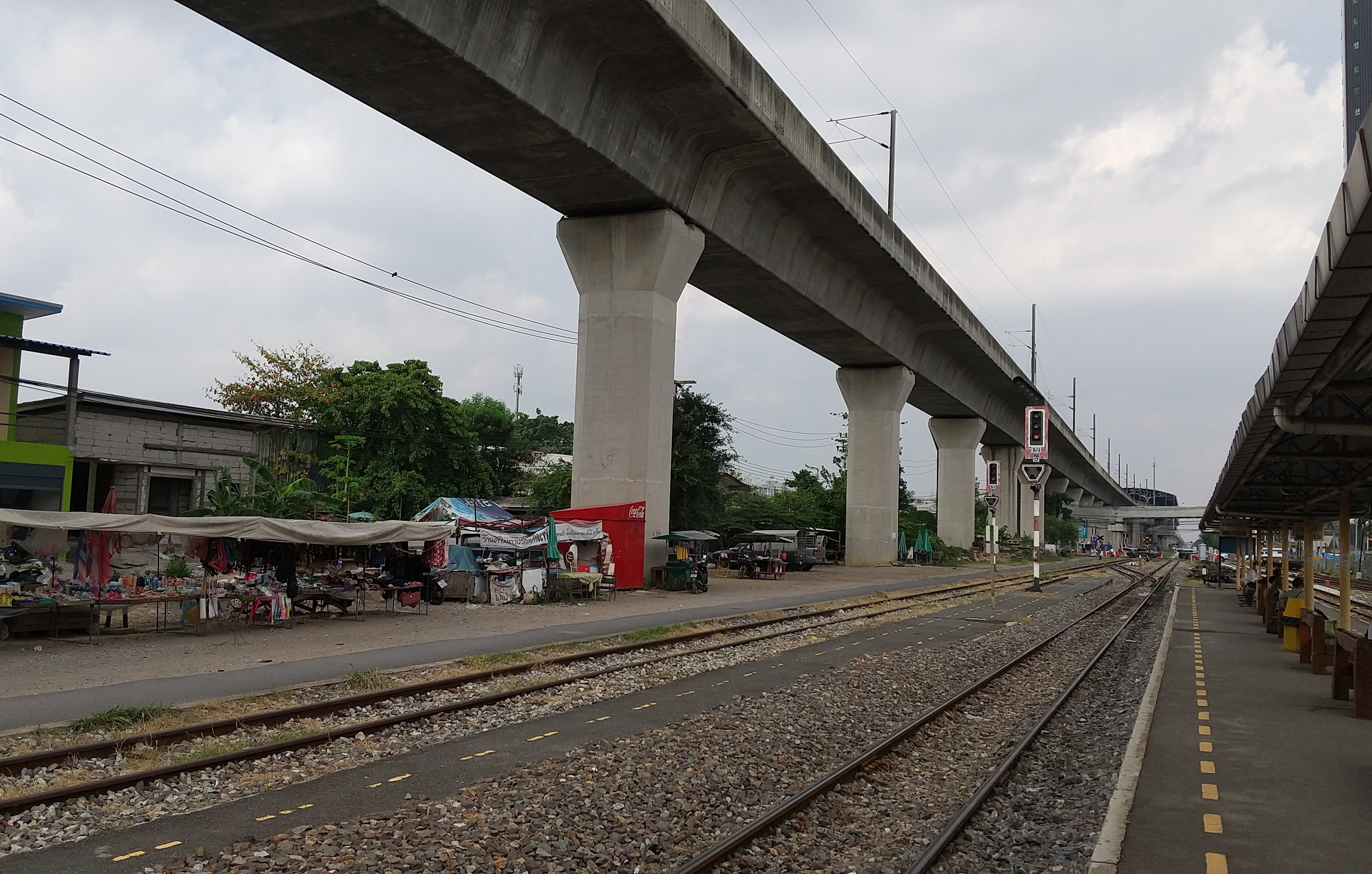
駅構内（奥がエアポート・レール・リンクのフアマーク駅）

## エアポート・レール・リンク
2006年9月28日に開港したスワンナプーム国際空港（新バンコク国際空港 New Bangkok International Airport, NBIA とも呼ばれている。）の旅客輸送を主目的として、2010年8月23日にエアポート・レール・リンクが完成し、それに伴い当駅も開業した。
シーナカリン通りの東側に位置しており、同通りの西側にある東本線の駅からはやや離れた場所に高架駅として設置された。
急行列車のSA Expressが運行されていた当時は、当駅にて各駅停車のSA City Lineが待避を行っていた。

### 歴史
- 2010年8月23日 【開業】スワンナプーム駅 - パヤータイ駅(28.6 km)

### 駅構造
島式ホーム2面4線（うち中央の2線は通過線扱いで、柵がされており乗降はできない）を有する高架駅である。

#### 駅階層

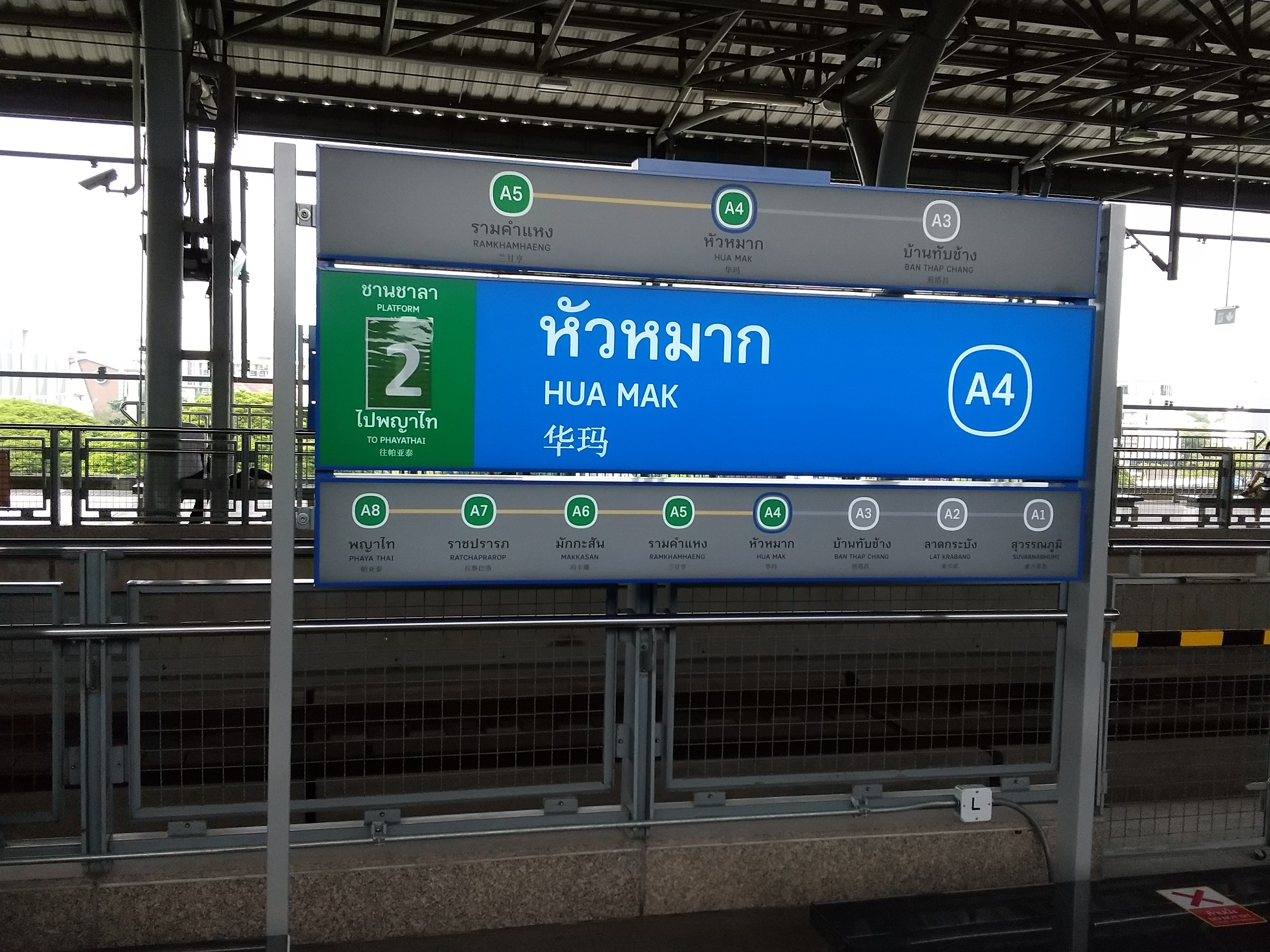
駅名標
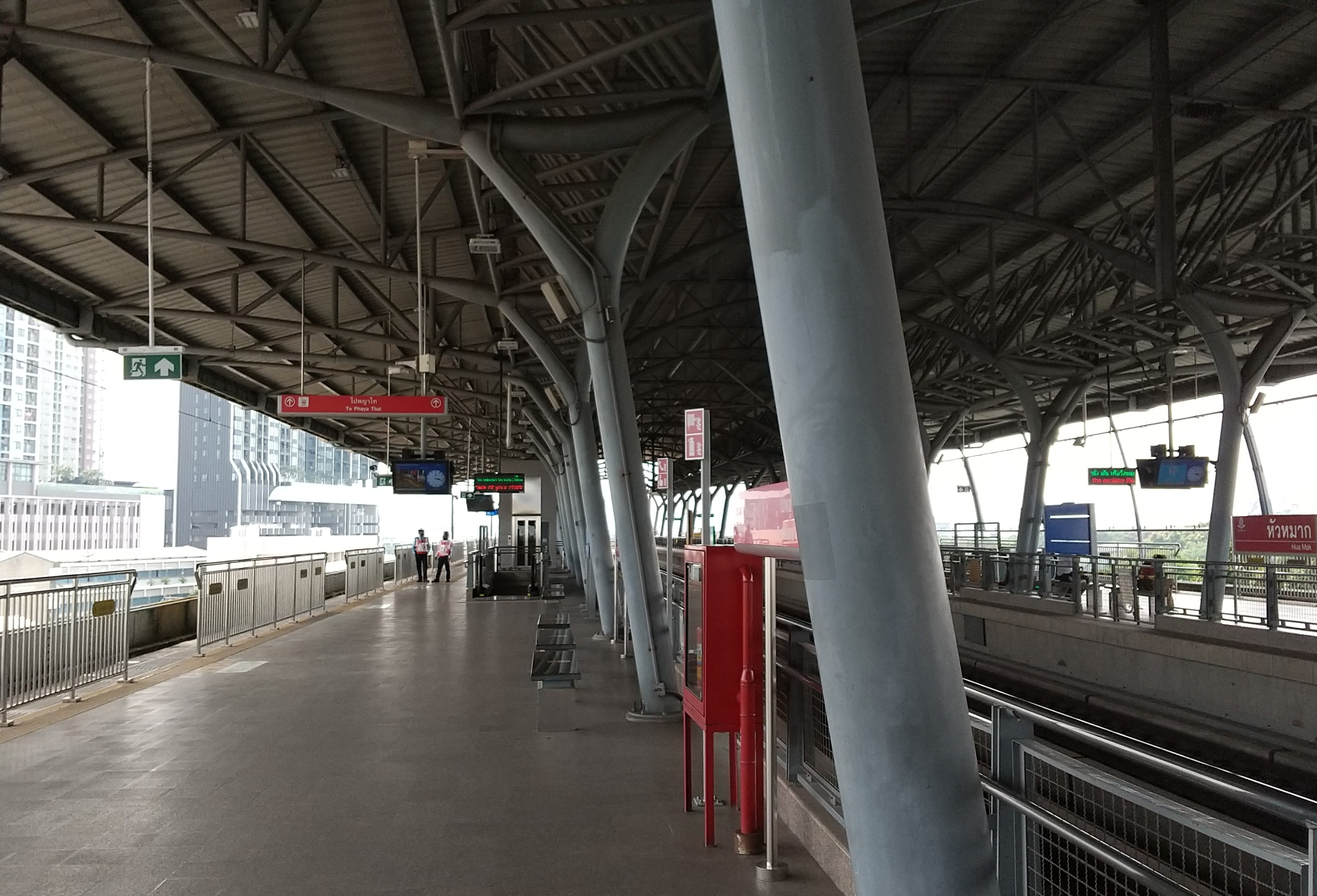
ホーム
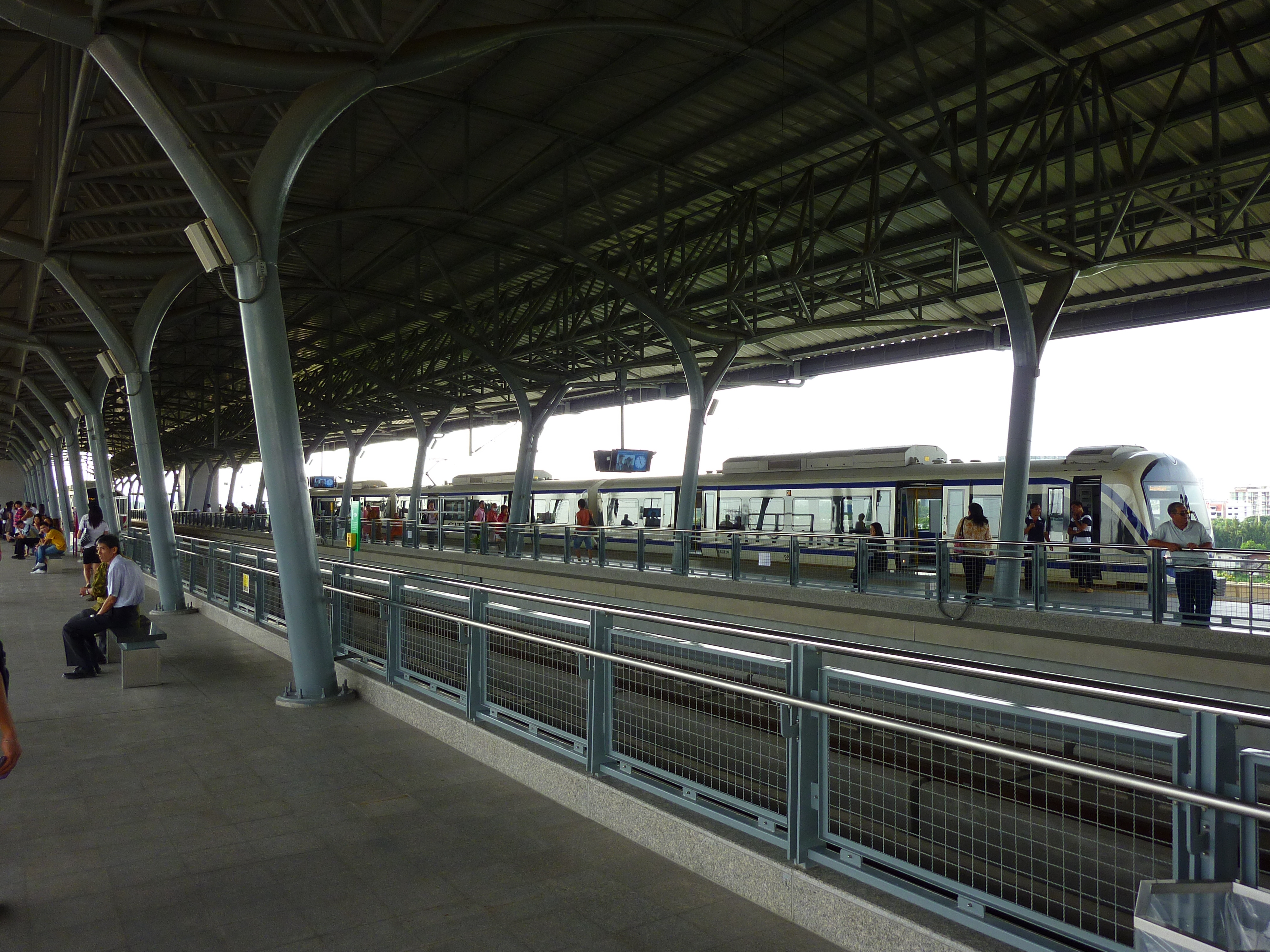
ホーム

| 3階        |                                          |                        |
| 1番線      | バーンタップチャーン、スワンナプーム方面 |                        |
| 島式ホーム |                                          |                        |
| -          | 通過線                                   |                        |
| 島式ホーム |                                          |                        |
| 2番線      | ラームカムヘーン、パヤータイ方面         |                        |
| 2階        | コンコース                               | 自動券売機、自動改札口 |
| 1階        | 出入口                                   | 駐車場                 |

- 駅名標
- ホーム
- ホーム

## イースタン・バンコク・モノレール・イエローライン
2023年のイエローライン開通に伴い開業した。東本線、エアポート・レール・リンクの駅からは500メートルほど離れており、イエローラインの駅から交差部までは陸橋が延長されており末端部ではエレベーターが利用できるが、そこからエアポートレイルリンクの駅までは高架下の側道を数分歩いての接続となる。パヤタイ駅やマッカサン/ペッチャブリー駅での乗り換えよりはかなり歩く。

### 歴史
- 2023年6月3日 当駅 - サムロン駅間の公開試運転を開始
- 2023年7月3日 【開業】ラートプラーオ駅 - サムロン駅(30.4 km)

### 駅構造
- 相対式ホーム2面2線を有する高架駅である。

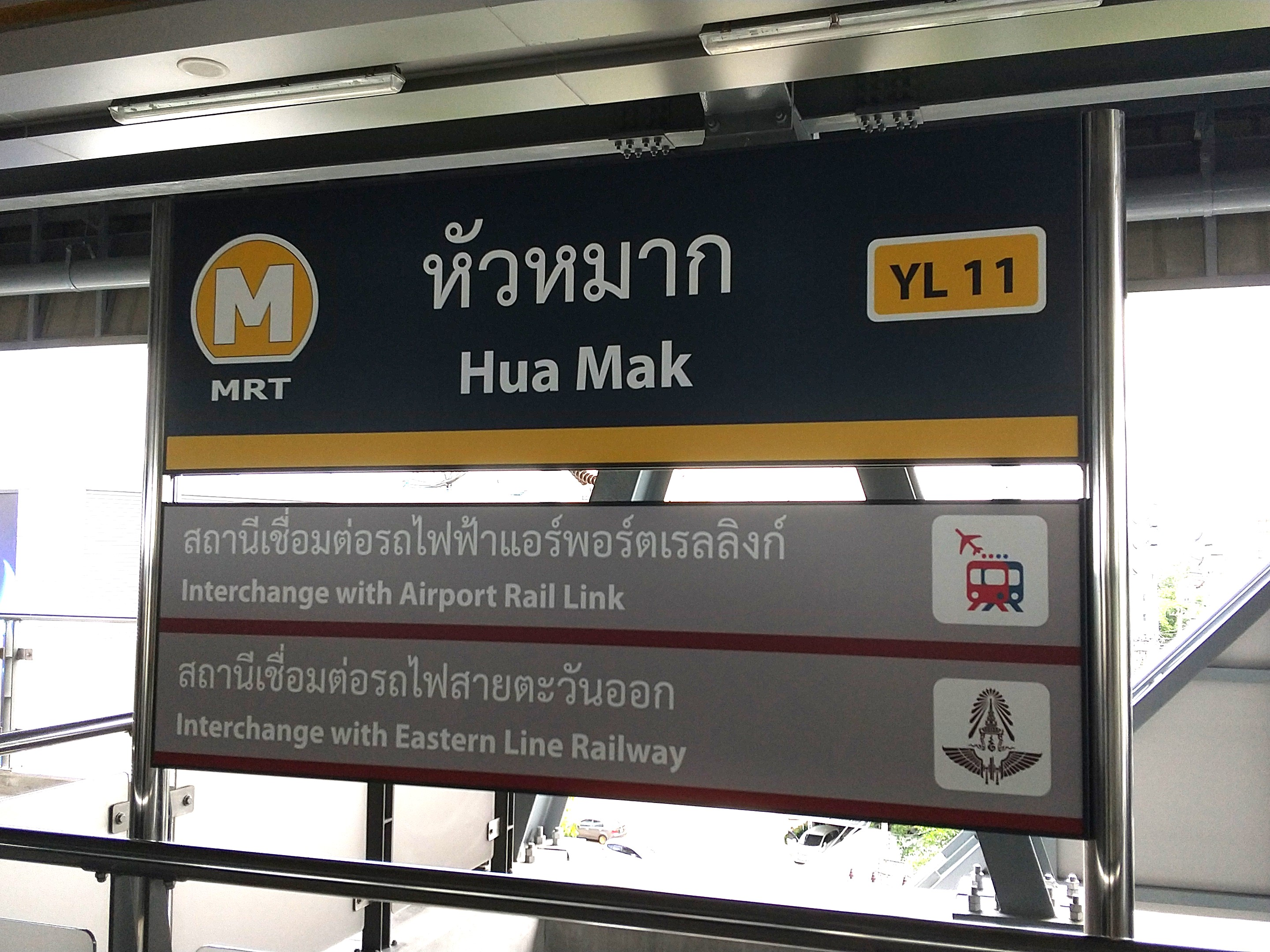
駅名標
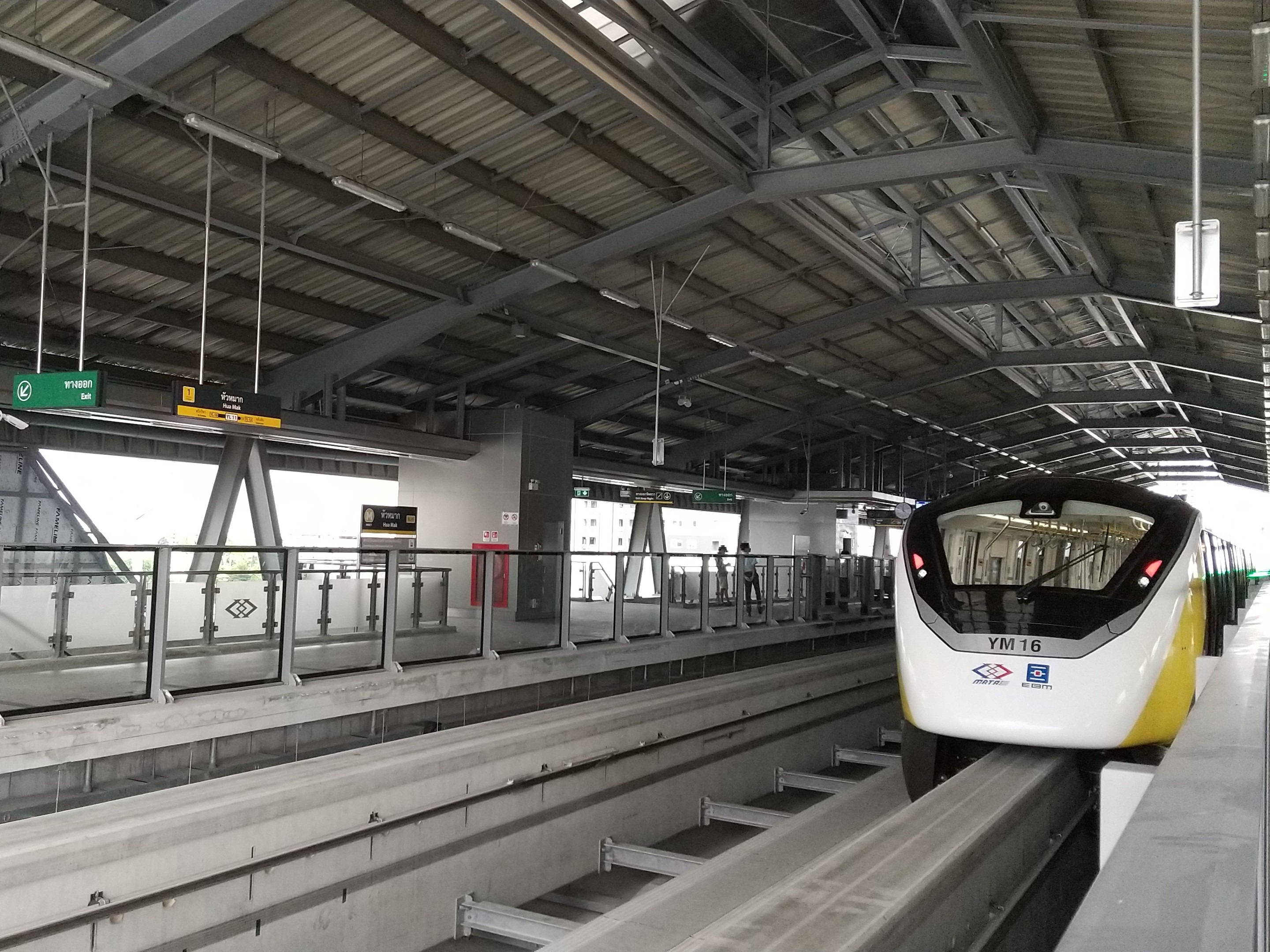
ホーム